# La Granja, Chiapas
La Granja är en ort i Mexiko.   Den ligger i kommunen Salto de Agua och delstaten Chiapas, i den sydöstra delen av landet, 800 km öster om huvudstaden Mexico City. La Granja ligger 120 meter över havet och antalet invånare är 113.
Terrängen runt La Granja är varierad. Runt La Granja är det ganska tätbefolkat, med 60 invånare per kvadratkilometer. Närmaste större samhälle är Tila, 18,5 km väster om La Granja. Trakten runt La Granja består till största delen av jordbruksmark.